# جواو إيفانز
جواو إيفانز (بالإنجليزية: Jo Evans)‏ هي لاعبة كرة لينة أمريكية، ولدت في 29 يوليو 1960 في سولت ليك في الولايات المتحدة.